# Belgrade Blue Dragons
Belgrade Blue Dragons (español: Dragones azules de Belgrado) es un equipo de fútbol americano de Belgrado (Serbia). 

## Historia
El equipo fue fundado en julio de 2003, y es uno de los equipos fundadores de la Federación Serbia de Fútbol Americano. 
En 2008 se han clasificado para competir en la Copa de la EFAF.